# Túsztörténet
Túsztörténet (en hongarès Història d'ostatges) és una pel·lícula hongaresa rodada el 1988 i estrenada el 1989 dirigida per Gyula Gazdag, amb un guió que es basa en una història real, la presa d'ostatges de Balassagyarmat el 1973.

## Argument
El 1973, les noies que tornaven al dormitori des de les vacances d'hivern van ser preses com a ostatges per dos homes armats a Balassagyarmat. Com que mai no s'havia produït un cas semblant, es van trigar 5 dies a resoldre el cas. Els nois Pintye, fills d'un oficial de la guàrdia fronterera local d'alt rang, van entrar al dormitori amb les armes robades al seu pare. A canvi dels ostatges, volien extorsionar una sortida a Occident. (Segons les normes de l'època, no es recomanava que els treballadors en determinades posicions i els seus familiars viatgessin als estats occidentals.) Les autoritats van plantejar diverses variacions de la solució. Finalment, el noi gran va rebre un tret per un franctirador. El més jove va ser capturat per la policia i fou condemnat a 10 anys de presó.

## Repartiment
- Attila Berencsi (Zoltán)
- Gábor Svidrony (István)
- Veu hongaresa de Zbigniew Zapasiewicz: Tamás Jordán (Tinent Coronel)
- Tibor Bitskey (pare)
- Pagan Judit (Mare)
- Odön Ruold (franctirador)
- Dér Denisa (Bea)
- Barbara Krisztics (Klári)
- Jutge Kriszta (Ági)
- István Szabó (Medic en cap)
- Béla Both
- János Kovács
- György Hunyadkürti
- Tamás Andor
- Ferenc Lengyel
- András Fekete
- Jr. Ferenc Somló

## Premis i nominacions
- Festival Internacional de Cinema de Sant Sebastià 1989 - Millor actor: Attila Berencsi[2]